# Алгабас (Кызылординская область)
Алгабас (каз. Алғабас, до 199? г. — Ленино) — село в Чиилийском районе Кызылординской области Казахстана. Административный центр и единственный населённый пункт Жуантобинского сельского округа. Находится примерно в 14 км к северу от районного центра, села Шиели. Код КАТО — 435247100.

## Население
В 1999 году население села составляло 2647 человек (1368 мужчин и 1279 женщин). По данным переписи 2009 года в селе проживали 2803 человека (1449 мужчин и 1354 женщины).